# أيه تي بي سينثاز
ATP-سينثاز أو أدينوسين ثلاثي الفوسفات سينثاز أو (بالإنجليزية: ATP synthase) هو أنزيم يوجد منغرسا في الجدار الداخلي في المتقدرات ومن وظائفه المساعدة على تخزين الطاقة وإمداد الخلية الحية بالطاقة. الجزيء المسؤول عن تخزين الطاقة هو أدينوسين ثلاثي الفوسفات ATP . أي أن إيه تي بي هو مخزن الطاقة الشائع في خلايا معظم الكائنات الحية، ومن ضمنها الإنسان. ويتكون ATP من أدينوسين ثنائي الفوسفات ADP و فوسفور غير عضوي ( Pi) ؛ يدل حرف i على أن الفسفور المعني غير عضوي inorganic phosphate.
أنزيم ATP-سينثاز يحفز التفاعل التالي لإنتاج ATP:
```
ADP + P
i
 + H
+
out
 
 ATP + H
2
O + H
+
in
```

يحتاج هذا التفاعل إلى طاقة خارجية لكي يتم من اليسار إلى اليمين، قدر الطاقة اللازمة
ΔH = 30,5 kJ/mol تحت الظروف القياسية ونحو 50 kJ/mol في الظروف الفيسيولوجية.
ولكي يحصل هذا التفاعل على تلك الطاقة اللازمة لسريانه يُقرن أيه تي بي سينثاز بـ ADP بانتقال بروتونات عبر الغشاء الداخلي للمتقدرة وهذا يخفض من الطاقة اللازمة لتكوين ATP .
أي أن إيه تي بي-سينثاز عبارة عن محول للطاقة من صورة لأخرى.
هذا الإنزيم يلعب دورا هاما في أيض جميع الكائنات الحية تقريبا، حيث أن الكائن الحي يحتاج لـ أدينوسين ثلاثي الفوسفات ATP دائما.
تكوّن الأدينوسين ثلاثي الفوسفات ATP من الـ أدينوسين ثنائي الفوسفات ADP و الفسفور Pi يشكل تفاعلا صعب السريان حيث أنه في العادة يسير في الاتجاه العكسي، عندما يعطي أيه تي بي الطاقة التي قدرها نحو 30 كيلوجول/مول مثلا لعضلة لكي تتحرك .
```
ولكي يسير التفاعل في الإتجاه الصحيح لإنتاج إيه تي بي يقترن أيه تي بي-سينثاز بـأيه دي بي لإنتاج  إيه تي بي خلال 
سلسلة تنفس
 الخلية. فهو (ATP-سينثاز ) يشكل فرق جهد كهربائي يتكون من تركيز  للبروتونات (H
+
) عبر الغشاء الداخلي 
للمتقدرة
 في 
حقيقيات النوى
 أو كذلك في الغشاء البلازمي في 
البكتيريا
.
```

يمكن القول بأن تعبئة تعبئة ATP بالطاقة تتم عبر ADP بواسطة ATP-سينثاز:
 ADP + فوسفات ← ATP + H  2  O
بهذا يكتسب ATP المحتوى الحراري  30.5 ≈ ΔH كيلوجول / مول في الظروف القياسية وحوالي 50 كيلوجول / مول تحت الظروف الفسيولوجية.
لتوفير هذه الطاقة ، يزاوج ATP-سينساز تشكيل ATP إلى النقل المفضل بقوة للبروتونات (أو أيونات أخرى) على طول  تدرج بروتوني عبر غشاء المتقدرة.
يلعب الإنزيم دورًا رئيسيًا في عملية التمثيل الغذائي لجميع الكائنات الحية المعروفة تقريبًا ، نظرًا لأن ATP مطلوب باستمرار كحامل للطاقة.
كذلك في حالة التمثيل الضوئي في النباتات ، فإن إيه تي بي ينتج عن طريق إيه تي بي سينثاز  مع استغلال مدرج بروتونات خلال غشاء الثايلاكويد وإلى لحمة البلاستيدات الخضراء .

## اقرأ أيضا
- أيض
- كيمياء حيوية
- دنا متقدرة
- ثلاثي فوسفات الأدينوسين
- أحادي نوكليوتيد الفلافين
- سيتوكروم سي